# 三台県
三台県（さんたい-けん）は中華人民共和国四川省綿陽市に位置する県。

## 地理
三台県は四川省中部の丘陵地帯で、地形は北が高く南が低く、南北に傾いている。 平均標高は約450メートルであり、丘陵地が面積の94.3％を占め、平坦なダムと河谷が面積の5.7％を占める。耕地面積は83,029ヘクタールで、一人当たりの農業耕地面積は0.95エーカーで、流域面積は9,782ヘクタールで、森林面積は69,700ヘクタールである。また、なだらかな丘陵、峡谷、渓谷などがある。

## 行政区画
31鎮、2郷を管轄する。
- 鎮:北壩鎮、潼川鎮、塔山鎮、竜樹鎮、石安鎮、富順鎮、三元鎮、秋林鎮、新徳鎮、新生鎮、魯班鎮、景福鎮、紫河鎮、観橋鎮、郪江鎮、中新鎮、古井鎮、西平鎮、八洞鎮、楽安鎮、建平鎮、中太鎮、金石鎮、新魯鎮、劉営鎮、霊興鎮、芦渓鎮、立新鎮、永明鎮、建中鎮、老馬鎮
- 郷:忠孝郷、断石郷

## 交通
道路
高速道路
- 成渝地区環状高速公路（中国語版）（綿遂高速道路）
- 成巴高速道路（中国語版）
- 西綿高速道路（中国語版）

省道
- 101省道
- 205省道

## 健康・医療・衛生
- 三台県人民医院
- 三台県中医骨科医院
- 三台県中医院
- 三台県婦幼保健院